# Pelecanoides magellani
Il petrello tuffatore di Magellano (Pelecanoides magellani Mathews, 1912 ) è una specie di uccello procellariforme della famiglia Procellariidae che vive nelle estreme coste meridionali dell'America del Sud.

## Descrizione
Lungo poco meno di 20 cm, il petrello tuffatore di Magellano è un uccello compatto con corte ali e una coda relativamente lunga. Come gli altri petrelli tuffatori ha le parti superiori del corpo di colore nero e le zone ventrali di colore bianco. Si distingue dal petrello tuffatore del Perù (Pelecanoides garnotii) per una minore taglia e per la presenza di una caratteristica mezzaluna bianca che sale dalla gola per arrivare dietro la corona.
La stagione degli accoppiamenti va da novembre a dicembre.

## Distribuzione
Il petrello tuffatore di Magellano vive sulle coste meridionali dell'America del Sud, tra Cile, Argentina e Isole Falkland, spingendosi a volte sulle coste meridionali del Brasile. È stato avvistato anche ad una distanza di 128 km dalla terraferma.